# Enytus crataegellae
Enytus crataegellae là một loài tò vò trong họ Ichneumonidae.